# 오승명
오승명(吳承明, 1946년 1월 18일~2024년 8월 25일)은 대한민국의 배우이자 연극인이었다. 1964년 연극 배우로 처음 데뷔를 하였고, 1970년 MBC 문화방송 연기자로 특채되었다.

## 출연작

### 영화
- 1987년 《안개 기둥》
- 1987년 《박철수의 헬로 임꺽정》
- 1990년 《물 위를 걷는 여자》
- 1991년 《젊은 날의 초상》 - 유 교수 역
- 1991년 《서울, 에비타》
- 1991년 《피와 불》 - 단식원 원장 역
- 1991년 《잃어버린 너》 - 윤희 부 역
- 1994년 《우리 시대의 사랑》
- 2000년 《비천무》 - 연길 역
- 2002년 《공공의 적》 - 조명철 역
- 2003년 《청풍명월》 - 유 대감 역
- 2003년 《저멀리 여름 숲은》
- 2005년 《미스터 주부퀴즈왕》 - 조 영감(조진만 부) 역

### 방송
- 1981년 MBC 《제1공화국》 - 사광욱, 김상덕, 김산, 김익선 역
- 1983년 MBC 《추동궁마마》 - 김저 역
- 1983년 MBC 《3840 유격대》
- 1985년 MBC 《아! 내 고장》
- 1985년 MBC 《임진왜란》 - 김천일 역
- 1986년 MBC 《남한산성》 - 정충신 역
- 1987년 MBC 《사랑과 야망》- 은환 부 역
- 1987년 MBC 《전원일기》 - 김회장 여동생의 남편 박씨 역
- 1988년 KBS1 《춘향전》
- 1989년 MBC 《제2공화국》 - 김영기, 현승종, 김계원, 박병배, 민기식 역
- 1989년 MBC 《독도 수비대》
- 1990년 MBC 《여자는 무엇으로 사는가》
- 1990년 MBC 《그 여자》
- 1990년 MBC 《대원군》 - 조두순 역
- 1990년 KBS1 《여명의 그날》 - 신익희 역
- 1990년 KBS2 《가을에 온 손님》
- 1990년 KBS2 《그대 아직도 꿈꾸고 있는가》
- 1991년 MBC 《여명의 눈동자》 - 배급소장 역
- 1992년 KBS1 《삼국기》 - 중신식자 역
- 1993년 MBC 《걸어서 하늘까지》 - 연수 父 역
- 1993년 MBC 《제3공화국》 - 한태연, 김계원 역
- 1993년 MBC 《나는 천사가 아니다》
- 1994년 MBC 《마지막 승부》 - 고아원 원장 역
- 1994년 MBC 《사랑을 그대 품안에》 - 강만갑 역
- 1994년 MBC 《M》 - 은희,도진 부 역
- 1995년 SBS 《장희빈》 - 민정중 역
- 1995년 SBS 《코리아게이트》 - 김계원 역
- 1996년 SBS 《임꺽정》
- 1996년 KBS2 《전설의 고향 - 90년대 시리즈》 - 상사요 편
- 1996년 MBC 《그들의 포옹》 - 지향원 역
- 1998년 SBS 《삼김시대》 - 김계원 역
- 1998년 SBS 《순풍산부인과》 - 오지명 원장의 친구인 주박사 역
- 1998년 MBC 《대왕의 길》 - 문숙의 숙부 역
- 1998년 MBC 《내일을 향해 쏴라》
- 1998년 MBC 《사랑과 성공》
- 1999년 KBS1 《왕과 비》 - 임원준 역
- 1999년 MBC 《허준》 - 진천 현감 역
- 2000년 MBC 《진실》
- 2000년 MBC 《황금시대》 - 의사 역
- 2001년 MBC 《홍국영》 - 이상묵 역
- 2001년 MBC 《반달곰 내 사랑》
- 2001년 MBC 《여우와 솜사탕》
- 2001년 MBC 《시트콤 연인들》 - 미술학과 교수 오대규(카메오로 출연) 父 오승명 역으로 단역
- 2002년 KBS1 《제국의 아침》 - 명천공 역
- 2002년 SBS 《유리구두》- 장재혁의 조부 역
- 2002년 SBS 《야인시대》 - 최상우 역
- 2002년 MBC 《어사 박문수》
- 2004년 MBC 《영웅시대》 - 권 영감, 유일한 역
- 2004년 SBS 《장길산》
- 2007년 KBS2《드라마시티》
- 2011년 MBC 《남자를 믿었네》 - 김 회장 역

## 가족 관계
- 배우자: 엄선주
  - 슬하: 오한경, 오진원